# St. Angela-Schule (Königstein)

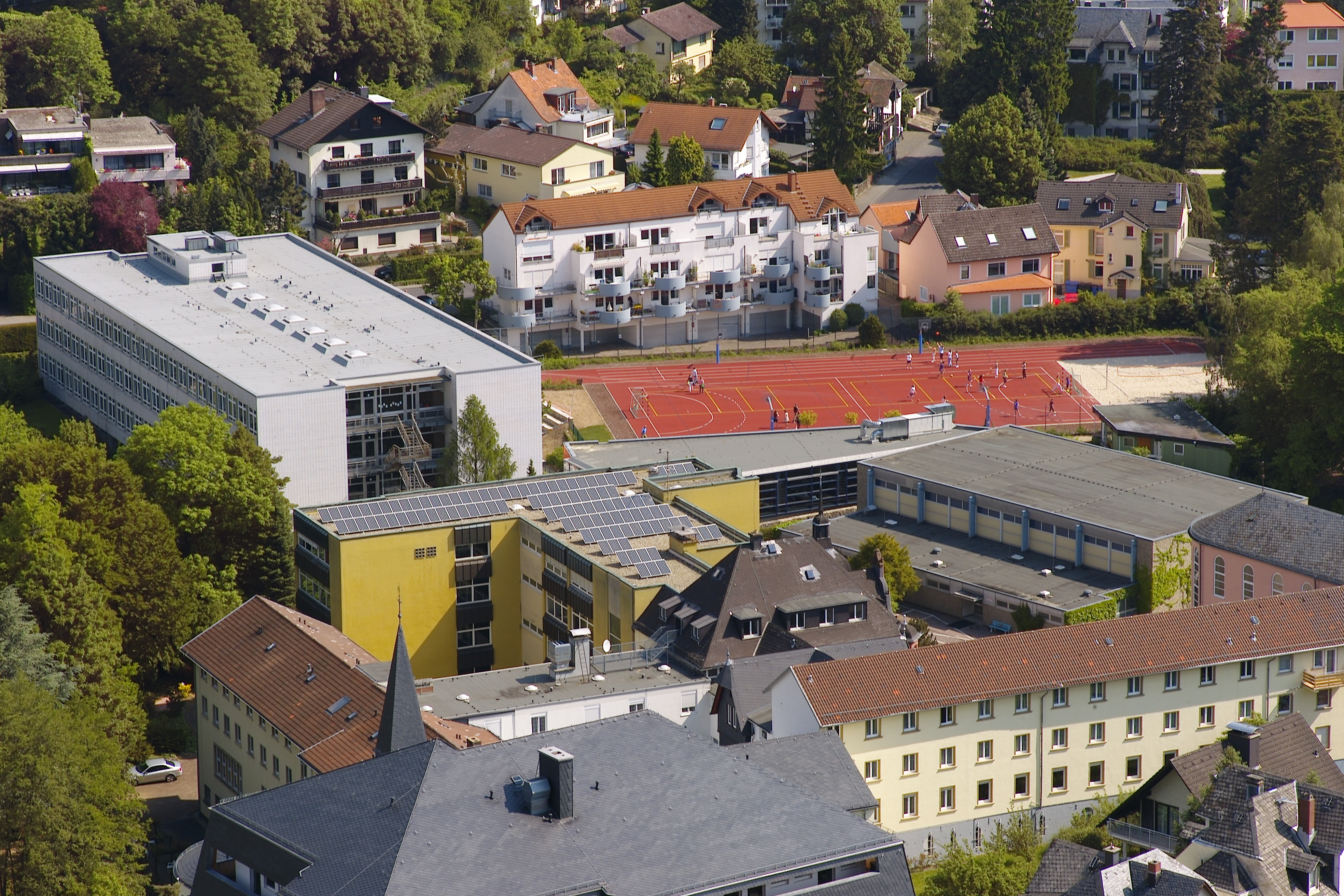
Luftaufnahme der Schule

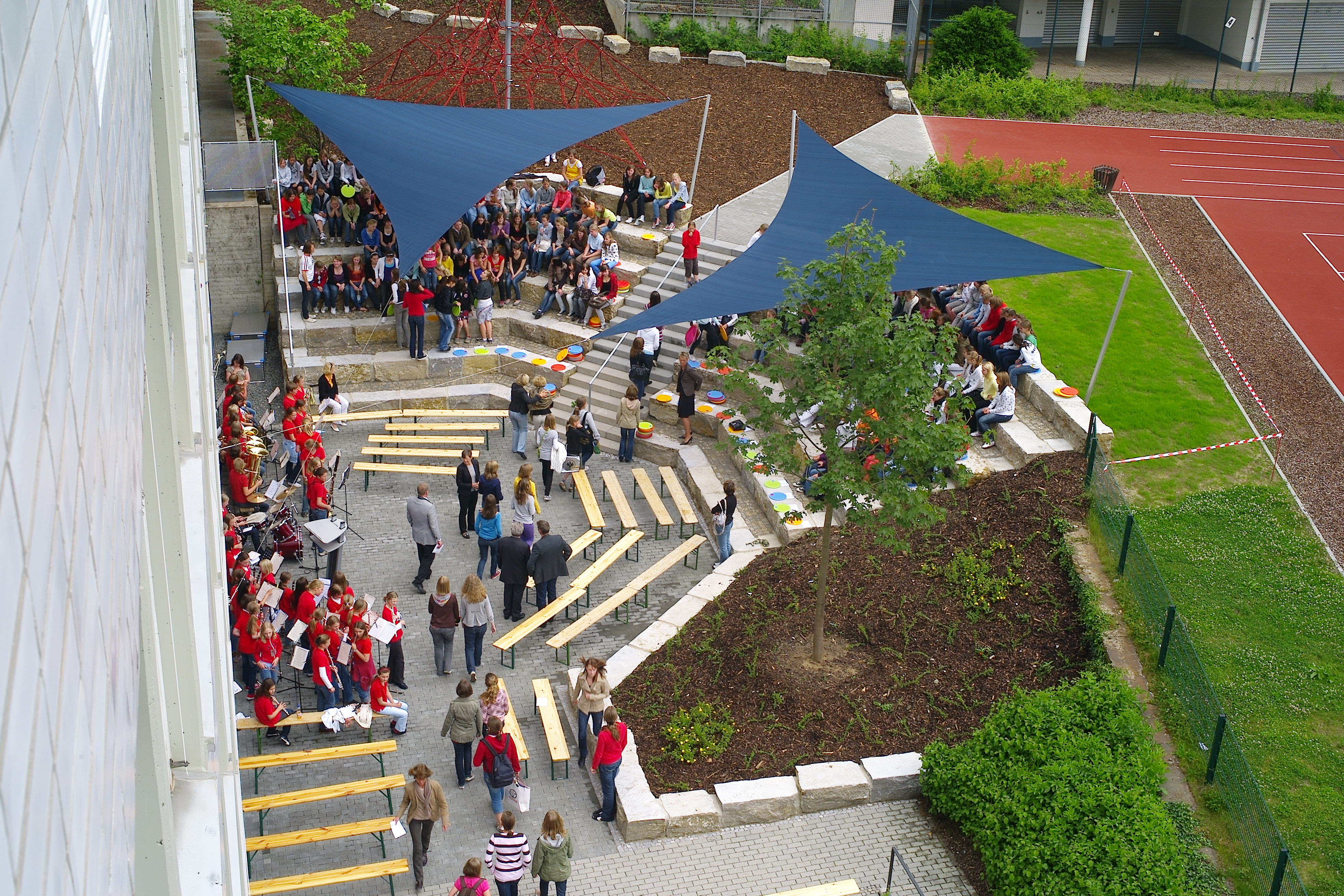
Forum für Veranstaltungen

Die St. Angela-Schule ist eine von vier weiterführenden Schulen in Königstein im Taunus. Sie ist eine staatlich anerkannte Privatschule in freier Trägerschaft des Bistums Limburg (St. Hildegard-Schulgesellschaft mbH) und Ausbildungsschule der Studienseminare Bad Vilbel (Gymnasium und Realschule).
Die St. Angela-Schule ist eine Mädchenschule mit Gymnasium und Realschule und führt die über 125-jährige Tradition der Ursulinen in Königstein im Taunus fort, nachdem 1997 die St. Hildegard-Schulgesellschaft die Trägerschaft übernommen hat. Als staatlich anerkannte Schule ist sie dem Schulgesetz und den Vorgaben des Landes Hessen einschließlich des Landesabiturs und der Zentralen Abschlussprüfungen für Realschule verpflichtet. Als katholische Schule richtet sie sich nach der Grundordnung für katholische Schulen im Lande Hessen; Religion ist daher Pflichtfach.
Die Schule besteht derzeit aus einem vierzügigen Gymnasium und einer zweizügigen Realschule.

## Geschichte
1880 wurde auf dem heutigen Schulgelände das „Hainbad“ als öffentliches Bad eröffnet. Das Bad, das sich im Besitz des katholischen Frankfurter Stadtpfarrers Ernst Franz August Münzenberger befand, wurde offiziell von fünf Nonnen betrieben. 1883 wurde eine Kapelle errichtet, die offiziell einem künftigen Waisenhaus dienen sollte. Als der Kulturkampf, während dessen an die Zulassung einer katholischen Schule nicht zu denken war, sich dem Ende zuneigte, wurde am 15. Mai 1884 offiziell eine katholische höhere Mädchenschule unter dem Namen St. Anna gegründet. Die Schule mit anfangs 30 Schülerinnen wurde 1891 mit dem Ursulinenkloster verbunden. Später wurden auch Schüler zugelassen. Ab 1928 war die Schule wieder eine reine Mädchenschule.
1929 wurde ein Neubau eingeweiht. Das vom Architekten Martin Weber errichtete Gebäude wurde 1939 von 112 Schülerinnen besucht. Die Existenz von Privatschulen stand im Konflikt mit dem totalitären Anspruch der Nationalsozialisten. 1936 wurde die städtische finanzielle Unterstützung eingestellt. 1938 war das St. Anna-Lyzeum die letzte konfessionelle Schule im Kreis. Die Schule wurde zum 1. April 1940 aufgelöst, die Schülerinnen auf andere Schulen verteilt und die Schwestern entlassen. Im Schulgebäude wurde eine Lehrerinnenanstalt eingerichtet. Nach dem Zweiten Weltkrieg wurde die Schule zunächst durch die US-Besatzungsmacht requiriert, aber bereits im November 1945 wieder als katholische Schule eingerichtet. Seit diesem Zeitpunkt trägt die Schule den heutigen Namen. 1946 hatte die Schule 400 Schülerinnen. Die hierdurch entstandene Raumnot wurde durch die Errichtung eines neuen Klausurbaus und einer neuen Kirche und 1966 durch den Bau des „Weißen Hauses“ abgemildert. 1964 erfolgte die Bildung eines Realschulzweiges, der 1973 staatlich anerkannt wurde. 1979 wurde das ehemalige Hainbad auf dem Gelände durch einen Neubau ersetzt, 2007/2008 ein Bistro und ein Forum erbaut, der angrenzende Tennisplatz als Schulsportplatz erworben. Zum Schuljahr 2010/2011 wurde die umfassende Renovierung und Modernisierung (Bibliothek, Internetarbeitsplätze etc.) des 1929 errichteten Neubaus abgeschlossen.

## Besondere Einrichtungen
- Bistro mit Pausen- und Mittagsverpflegung
- Pädagogische Mittagsbetreuung: Mittagessen, Hausaufgabenbetreuung, Spiele
- Patenschaften älterer Schülerinnen zur Integration der Fünftklässlerinnen
- Psychosoziale Beratungsstelle für Schülerinnen, Eltern, Lehrerinnen und Lehrer
- Schullaufbahnberatung
- Vertrauenslehrerinnen und -lehrer
- Deutsch- und Mathematikförderkurse
- Lese- und Literaturförderung
- Integrationsveranstaltung der Stufe E1 zu Beginn der Oberstufe
- Gottesdienste (regelmäßig, konfessionsgebunden oder ökumenisch)
- Besinnungstage
- Schulpastoral mit Café Relax, Eine-Welt-Verkauf, Labyrinth- und Filmnächten
- Trialog der Kulturen
- Sozialpraktikum (E1)
- Kinderpatenschaften mit Tansania
- Mädchenflohmarkt (Umweltprojekt)
- Adventsbasar (Erlös für soziale Zwecke)
- Schulsanitätsdienst
- Berufliches Betriebspraktikum (R8, R9 und G9)
- Schullaufbahnberatungen im Gymnasium und in der Realschule
- Berufsberatung durch die Agentur für Arbeit (R9, R10)
- Berufsinformationsbörse des Ehemaligenvereins
- Betriebspraktikum in Frankreich (Angebot für Stufe E2)
- Studien- und Berufsinformationswoche (Q2)
- Exkursion nach Weimar und Buchenwald
- Klassen-, Studien- und Abschlussfahrten
- Chöre, Orchester, Concert Band, Young Band
- Biotop
- Imkerei
- Schülerinnenzeitung Prisma
- Jugend trainiert für Olympia
- Jugend debattiert
- Science Olympiaden
- Chemie Mach Mit
- Projekttage
- Politische Vorträge/Zeitzeugen
- Philosophie-Kreativleiste (Philosophie leben> Anders leben)

## Schüleraustausch
Ein Schüleraustausch findet mit Schulen in Winchester (Großbritannien), Bournemouth (Großbritannien), Farmville (USA), Madrid (Spanien), Brüssel (Belgien), Le Cannet (Frankreich) sowie Blanche de Castille (Frankreich) und Houilles (Frankreich) statt.

## Soziales Engagement
Als Schule, die sich als Gemeinschaft untereinander und eingebettet in das religiöse und gesellschaftliche Miteinander versteht, unterstützt die St.-Angela-Schule verschiedene soziale Projekte in der näheren und weiteren Umgebung.
So kommt der Erlös des Adventsbasars sozialen Zwecken zugute, der Verkauf von Eine-Welt-Produkten unterstützt den fairen Handel, Patenschaften in Tansania ermöglichen Kindern in Afrika eine Schulausbildung, je nach Bedarf werden unterschiedliche Projekte von Therapieeinrichtungen bis hin zum Hospiz unterstützt. Das Projekt 1000 Bienenkästen für Sambia der Imker AG unterstützt COMACO, eine NGO, die es sich das Ziel gesetzt hat aus Wilderern durch Fortbildungen und Anbaumethoden Kleinbauern zu machen.

## Ehemaligen-Verein / Alumni
Ein Ehemaligen-Verein bildet ein Netzwerk ehemaliger Schülerinnen, unterstützt viele Projekte der Schule und bietet eine kontinuierliche Berufs- und Studienberatung an.